# Casa Enric Cera
|  | No s'ha de confondre amb Torre Enric Cera. |

La casa Enric Cera és un edifici situat a la cantonada dels carrers de l'Or i de Torrijos, a la plaça de la Virreina de la Vila de Gràcia (Barcelona), catalogat com a bé amb elements d'interès (categoria C). i inclòs a l'Inventari del Patrimoni Arquitectònic de Catalunya.

## Història
Va ser projectada per l'arquitecte Enric Sagnier per al farmacèutic Enric Cera Buxeda (1882-1958).

## Descripció
Es configura amb un cos principal exterior en forma d'«L», seguint l'orientació dels carrers, complementat per un cos rectangular interior i un pati tancat que originàriament deuria tenir sortida al carrer de Torrijos. Comprèn semisoterrani, planta baixa, dos pisos i coberta d'un sol aiguavés. La façana del carrer de l'Or no respon a un eix axial, disposa d'una torre mirador a la cantonada i el portal d'accés desplaçat vers la mitgera. La façana del carrer de Torrijos és de composició simètrica i flanquejada per dos torres miradors  coronades per sengles pinacles piramidals recoberts per escates de pissarra. Les plantes són de gran alçada i estan diferenciades per impostes en les línies dels forjats.
El parament del sòcol és de pedra natural amb obertures rectangulars tancades per reixes de ferro forjat. La resta es caracteritza per un revestiment estucat on es dibuixa un fals carreuat. La decoració general de les obertures és de formes goticitzants molt poc estrictes i protegides per ampits de pedra artificial foradada. Les persianes són de llibret de fusta i les baranes dels balcons amb voladís són de ferro forjat. La darrera planta disposa d'una galeria d'arcs rebaixats. L'edifici està coronat per un potent ràfec on, a les mènsules que el suporten, apareixen grotescs caps humans i animals.